# Terra Nova (tv-serie)
 For alternative betydninger, se Terra Nova. (Se også artikler, som begynder med Terra Nova)
Terra Nova er en amerikansk TV-serie fra 2011.

## Præmis
Serien følger familien Shannon, som rejser 85 millioner år tilbage i tiden. De får et nyt liv i kolonien Terra Nova. Familien består af James og Elisabeth med deres tre børn: Josh, Maddy og Zoe.

## Medvirkende
| Navn på rolle                | Skuespiller     | Hovedrolle | Birolle |
| ---------------------------- | --------------- | ---------- | ------- |
| Jim Shannon                  | Jason O’Mara    | 1–13       |         |
| Commander Nathaniel Taylor   | Stephen Lang    | 1–13       |         |
| Dr. Elisabeth Shannon        | Shelley Conn    | 1–13       |         |
| Josh Shannon                 | Landon Liboiron | 1–13       |         |
| Maddy Shannon                | Naomi Scott     | 1–13       |         |
| Skye Alexandria Tate         | Allison Miller  | 1–13       |         |
| Zoe Shannon                  | Alana Mansour   | 1–13       |         |
| Mira                         | Christine Adams | 1–13       |         |
| Dr. Malcolm Wallace          | Rod Hallett     | 1–13       |         |
| Lieutenant Alicia Washington | Simone Kessell  |            | 1–13    |
| Mark Reynolds                | Dean Geyer      |            | 1–13    |
| Guzman                       | Mido Hamada     |            | 1–2     |
| Max                          | Eka Darville    |            | 1–4     |
| Tom Boylan                   | Damien Garvey   |            | 4–13    |
| Reilly                       | Emelia Burns    |            | 5–13    |
| Curran                       | Jay Ryan        |            | 6–11    |
| Lucas Taylor                 | Ashley Zukerman |            | 7–13    |

## Episoder
| Nr. | Titel                                | Instrueret af    | Skrevet af                      | Prod. kode   | U.S. seere (millioner) |
| --- | ------------------------------------ | ---------------- | ------------------------------- | ------------ | ---------------------- |
| 12  | "Genesis / Oprendelse"               | Alex Graves      | TBA                             | 1ASW011ASW02 | 9.22                   |
| 3   | "Instinct / Uddød"                   | Jon Cassar       | René Echevarria & Brannon Braga | 1ASW03       | 8.73                   |
| 4   | "What Remains / Hvad er der tilbage" | Nelson McCormick | Brynn Malone                    | 1ASW05       | 7.00                   |
| 5   | "The Runaway / Flygtningen"          | Jon Cassar       | Barbara Marshall                | 1ASW06       | 8.31                   |
| 6   | "Bylaw / Vedtægt"                    | Nelson McCormick | Paul Grellong                   | 1ASW04       | 6.59                   |
| 7   | "Nightfall / Mørkets frembrud"       | Jon Cassar       | Terry Matalas & Travis Fickett  | 1ASW07       | 7.75                   |
| 8   | "Proof / Bevis"                      | Bryan Spicer     | David Graziano & Brynn Malone   | 1ASW08       | 7.01                   |
| 9   | "VS. / Mod"                          | Bryan Spicer     | Jose Molina                     | 1ASW09       | 6.50                   |
| 10  | "Now You See Me / Nu kan du se mig"  | Karen Gaviola    | Paul Grellong                   | 1ASW10       | 7.19                   |
| 11  | "Within / Indeni"                    | Karen Gaviola    | Barbara Marshall                | 1ASW11       | 6.88                   |
| 12  | "Occupation / Beskæftigelse"         | Jon Cassar       | Brynn Malone & Barbara Marshall | 1ASW12       | 7.24                   |
| 13  | "Resistance / Modstand"              | Jon Cassar       | Terry Matalas & Travis Fickett  | 1ASW13       | 7.24                   |